# Demagogia
Demagogia è un termine di origine greca (composto di demos, "popolo", e aghein, "trascinare") che indica un comportamento politico che attraverso false promesse vicine ai desideri del popolo mira ad accaparrarsi il suo favore a fini politici o per aumentare il proprio consenso popolare o per il raggiungimento e la conservazione del potere stesso.

## Descrizione

### Definizioni
Lo storico Tucidide definiva "demagoghi" (capi popolo) tutti gli Ateniesi che, in seguito alla morte per peste di Pericle nel 429 a.C., durante la guerra del Peloponneso, cercavano di prendere il suo posto ingannando e seducendo l'assemblea popolare ateniese, tramite false promesse e istigazione contro gli avversari politici.
Fu Platone, nel "Politico" e nelle "Leggi", a dare un'ulteriore definizione di demagogia: questa è nient'altro che la forma di governo corrotta che deriva dalla democrazia, forma corrotta del governo di molti. Detto ciò, e considerando che la sua preferenza andava a una costituzione mista che comprendesse il meglio delle tre forme di governo virtuose (monarchia, aristocrazia e democrazia), Platone aggiunge che in caso di governo corrotto la forma migliore tra le tre possibili (tirannide, oligarchia e demagogia) era proprio la demagogia, perché almeno veniva salvaguardata la libertà.
Successivamente, Aristotele approfondì ulteriormente la definizione: lo Stagirita, nella "Politica", afferma che la demagogia (bisogna però notare che Aristotele non usa questo termine, ma ricorre a "democrazia", capovolgendone quindi il significato rispetto a Platone) è la peggiore possibile tra le forme di governo, poiché mira a favorire in maniera indebita i poveri rispetto ai ricchi, incorrendo nell'errore di considerare tutti gli uomini uguali in tutto, mentre sono uguali solo per natura, per la quale non si può dedurre che è come un caso particolare come la democrazia.

### Strumenti
Spesso il demagogo fa leva su sentimenti irrazionali e bisogni sociali latenti, alimentando la paura,  eccitando all'odio o nutrendo la rabbia, ecc.: lo strumento gli è utile alla formazione di un fronte comune, uniformato temporaneamente dalla medesima lotta e dunque scevro di dissenso interno; l'obiettivo sono minoranze utilizzate come "capro espiatorio" ovvero l'avversario politico indicato come "nemico pubblico".
Nella casistica dei mezzi demagogici, vengono indicati anche l'utilizzo di un linguaggio politico derisorio verso gli avversari o caratterizzato da una vistosa enfatizzazione degli effetti negativi delle loro politiche, fino a continue strumentalizzazioni.
Nell'odierna società di massa "la demagogia non è più affidata al superuomo" di tipo mussoliniano, ma si identifica con la mercificazione onnipervasiva, con la diffusione di pseudo-valori capillarmente trasmessi tramite i media e l’universo spettacolare-popolare, spesso di valenza deviante"; non c’è vera alfabetizzazione di massa, ma, secondo Luciano Canfora, soltanto un “basso e torvo livello culturale e un generale ottundimento della capacità critica”.
"Il fattore demagogico è dunque parte del populismo, in quanto il suo strumento è la costruzione ideologica del consenso". Eppure, il rapporto di influenza può essere biunivoco, cioè anche dal basso verso l'alto, alterando la stessa stabilità del processo decisionale e la capacità di leadership: spesso "si decide, basandosi su un algoritmo costruito per intercettare il consenso espresso dagli umori di quel momento. Dell’ultimo momento".

## Esempi storici
- Alcibiade, celebre generale ateniese, perseguì una politica di potere personale piuttosto che venire incontro ai bisogni del popolo. Durante la guerra del Peloponneso promosse il tentativo di conquista della Sicilia (che ebbe esito disastroso) facendo leva sulla vanità degli ateniesi e promettendo che sarebbe stata una facile vittoria. Condannato a morte, non esitò a schierarsi dalla parte dei nemici di Atene pur di salvarsi.
- Nell'età imperiale romana (I - III secolo d.C.), quando una parte sostanziale della società era composta da nullatenenti e disoccupati, il potere politico favorì e assecondò le aspettative e i bisogni primari di questa fetta della popolazione, per ottenere consensi ed evitare rivolte. Il risultato è ben descritto dal poeta Giovenale in un celebre motto: "panem et circenses" cioè "pane e spettacoli del circo". Venivano elargite razioni di cibo, denaro e spettacoli pubblici. I costi altissimi venivano sobbarcati dalle province dell'impero che pagavano ingenti tasse alla capitale.
- Ne I promessi sposi, è un demagogo il personaggio di Antonio Ferrer, acclamato dal popolo per aver dimezzato il prezzo del pane con effetti immediati positivi (tutti avevano il pane), ma con effetti a lungo termine disastrosi (la farina scarseggiò sempre di più finché i popolani affamati assaltarono un forno, episodio descritto da Manzoni basandosi su un fatto realmente accaduto).

## Critiche
(Joseph Ratzinger. Bonn, Chiesa di San Winfried, 26 novembre 1981)
Nella dottrina cristiana la morale politica consiste "nella resistenza alla seduzione delle grandi parole con cui ci si fa gioco dell’umanità dell’uomo e delle sue possibilità. Non è morale il moralismo dell’avventura, che intende realizzare da sé le cose di Dio. Lo è invece la lealtà che accetta le misure dell’uomo e compie, entro queste misure, l’opera dell’uomo. Non l’assenza di ogni compromesso, ma il compromesso stesso è la vera morale dell’attività politica".